# آخن

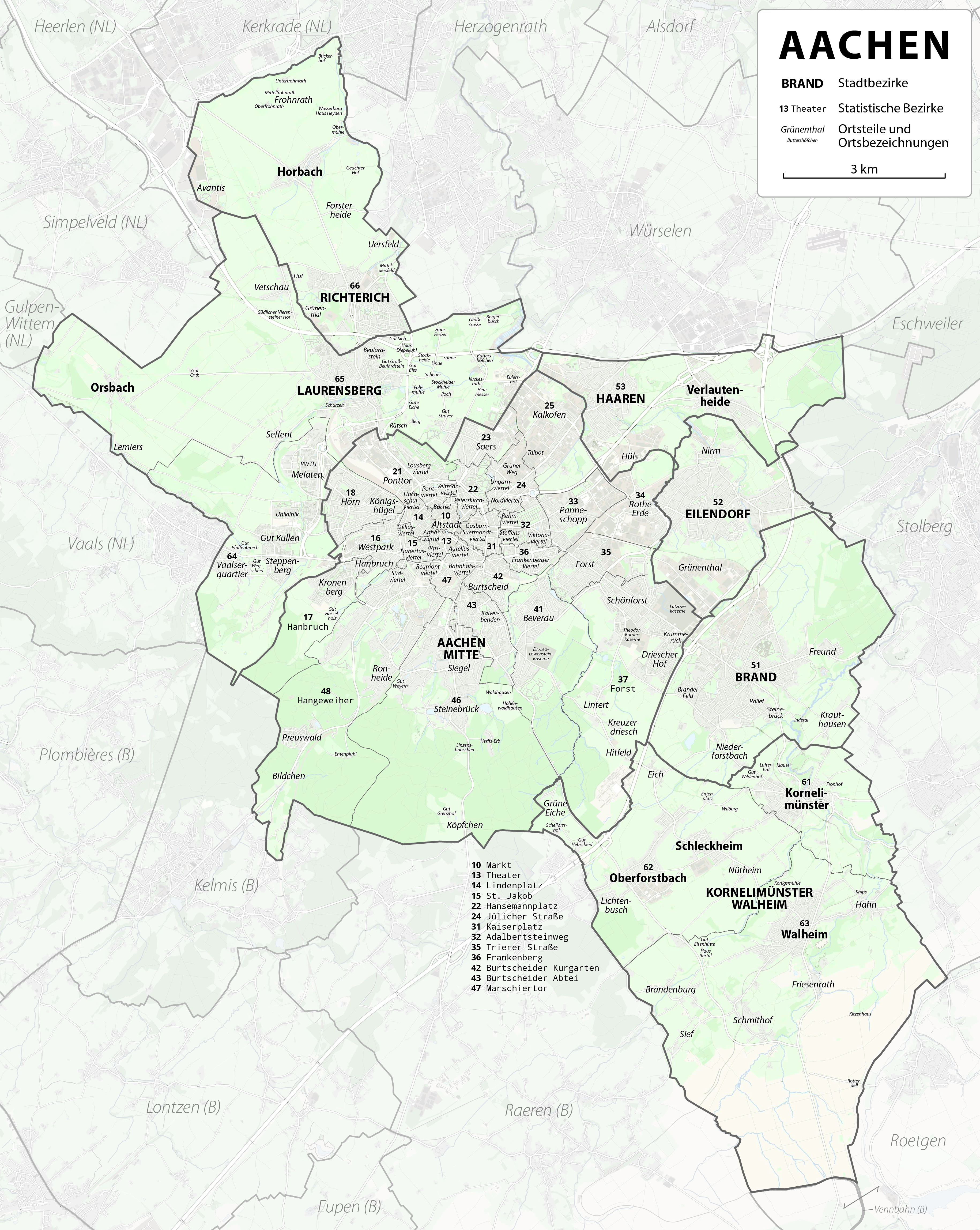

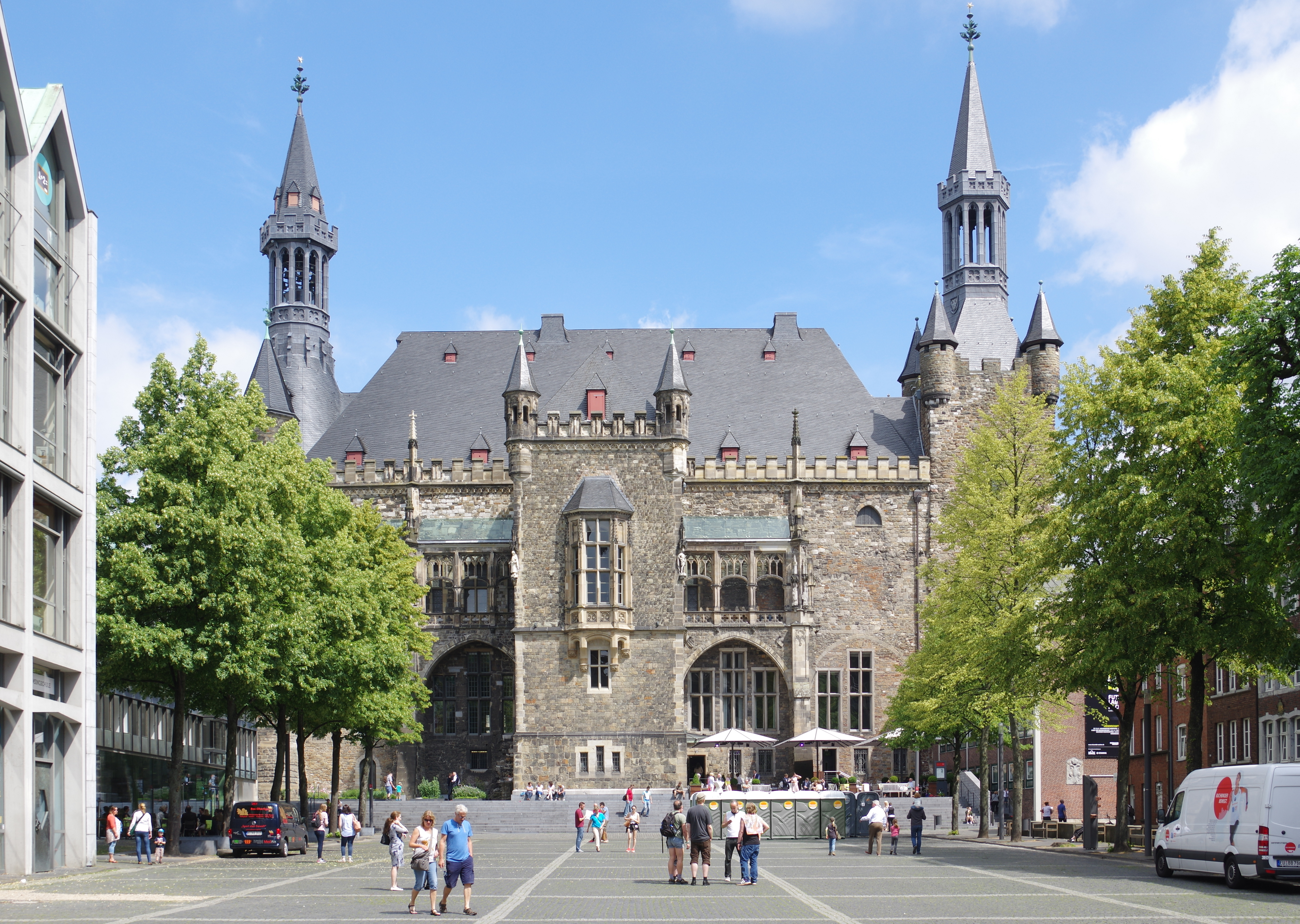
شهرداری شهر آخِن

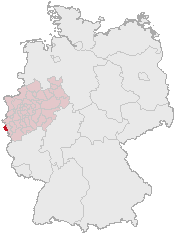
محل شهر آخن بر روی نقشهٔ آلمان

اکس-لا-شاپل (به فرانسوی: Aix-la-Chapelle) یا آخن () (به آلمانی: Aachen) شهری در ایالت نوردراین-وستفالن، در شمال‌غرب آلمان، نزدیکی مرزهای هلند و بلژیک جای گرفته است. جمعیت اکس-لا-شاپل در سال ۱۸۹۰ از مرز ۱۰۰٬۰۰۰ نفر گذشت و به جمع کلان‌شهرهای آلمان پیوست.

تاریخ اکس-لا-شاپل به دوره رومیان می‌رسد. شارلمانی آن را به پایتختی برگزید و از ۹۳۶ تا ۱۵۳۱م پادشاهان بزرگ آلمان در آن تاجگذاری کردند.
آخن در منطقه مرزی هلند و بلژیک واقع شده و با شهرهایی مانند کلن، دوسلدورف، دویسبورگ، بن، مونشن‌گلادباخ، کرفلد و لورکوزن در آلمان، لیژ در بلژیک و ماستریخت، هیرلن و رورموند در هلند هم‌جوار است.
کلیسای جامع اکس-لا-شاپل به عنوان نماد شهر آخن در سال ۱۹۷۸ به عنوان اولین بنای تاریخی آلمان در میراث جهانی یونسکو به ثبت رسید.
دانشگاه فنی اکس-لا-شاپل که یکی از بزرگ‌ترین دانشگاه‌های فنی اروپاست در این شهر واقع شده است.

## موقعیت جغرافیایی
شهر آخن در نقطه امتداد مرزهای آلمان، هلند و بلژیک واقع شده است. این شهر ۲۳٬۸ کیلومتر مرز مشترک با بلژیک و ۲۱٬۸ کیلومتر مرز مشترک با هلند دارد. این شهر در حوضه آبریز رود ماس قرار دارد.

### نام
این شهر بخاطر مرزی بودن و نزدیکی به حوزه‌های زبانی گوناگون، در هر یک از زبان‌های منطقه نامی دیگر یا تلفظی دیگر پیدا کرده است. جدول زیر شامل نام‌ها و تلفظ‌های مختلف این شهر است. در منابع فارسی مثل عمده شهرهای آلمان نام این شهر از زبان فرانسوی گرفته شده است.
| زبان        | نام                       | تلفظ در سامانه IPA |
| ----------- | ------------------------- | ------------------ |
| آلمانی      | Aachen                    | [ˈa:xən]           |
| فرانسوی     | Aix-la-Chapelle           | [ˌɛkslaʃaˈpɛl]     |
| لاتین       | Aquae Granni, Aquisgranum |                    |
| اسپانیایی   | Aquisgrán                 | [akisˈɣran]        |
| لوکزامبورگی | Oochen                    | [ˈɔ:xən]           |
| هلندی       | Aken                      | [ˈa:kən]           |
| چکی         | Cáchy                     | [t͡saxɪ]            |
| لهستانی     | Akwizgran                 |                    |
| ایتالیایی   | Aquisgrana                |                    |
| روسی        | Ахен                      |                    |

### گویش
لهجه محلی آخن که با نام Aachener Platt – Öcher ([ˈœʃʌ]) شناخته می‌شود، جزء زبان ریپواری است.

### سرزمین‌ها و شهرهای همسایه
شهرهای هرزوگنراس، وورسلن، اشوایلر، اشتولبرگ و روتگن در ناحیه آخن، رئران، کلمی و پلومبیر در استان لیژ بلژیک، و شهرهای والس، گولپن-ویتم، سیمپلولد و هیرلن در استان لیمبورخ در هلند از منطقه‌های هم‌مرز آخن هستند.

## شهرهای خواهر
آخن با شهرهای زیر خواهر است:
- ۱۹۵۵  لیژ، بلژیک
- ۱۹۶۷  رنس، فرانسه[۳]
- ۱۹۷۹  هلیفکس، انگلستان[۳]
- ۱۹۸۵  تولدو، اسپانیا[۳]
- ۱۹۸۶  ننگبو، چین[۳]
- ۱۹۸۸  ناومبورگ، آلمان
- ۱۹۹۳  آرلینگتون، ایالات متحده آمریکا[۳]
- ۱۹۹۹  کیپ تاون، آفریقای جنوبی[۵]
- ۲۰۰۱  کلادنو، جمهوری چک[۶]
- ۲۰۰۵  کوستروما، روسیه
- ۲۰۱۰  بالتیمور، شهرستان کورک، ایرلند
- ۲۰۱۳  ساری یر، ترکیه